# IISO

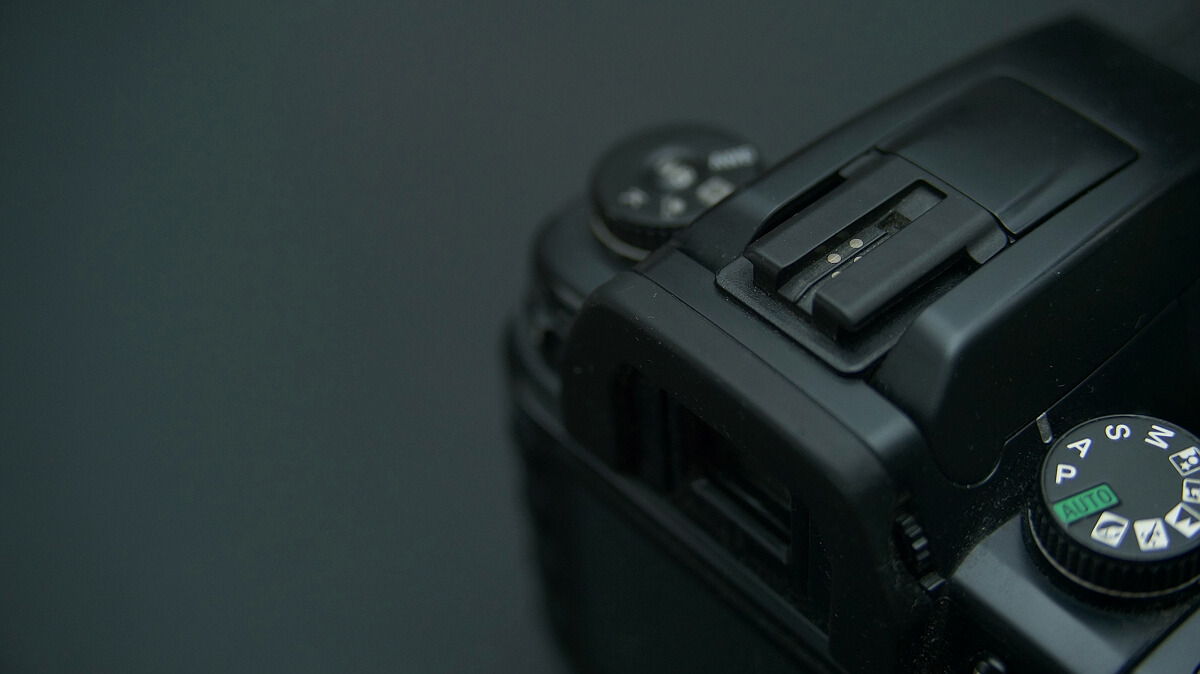
柯尼卡美能达Dynax 5D 上的i-ISO热靴

iISO 热靴 （intelligent ISO Flash Shoe）是美能达于1988年提出的一种新型热靴设计，用于闪光灯的快速安装与更安全的连接，在Minolta AF第二代以后的机型和Sony α所有机型上均能看见。
2012年起，索尼推出了MI热靴，并且在新款机型诸如RX1和α99上配置该型热靴，等于宣告了i-ISO热靴的终结。

## 设计
由于与源自1913年的 ISO-518热靴 在物理规格以及机械结构方面的不一致，使得其他闪光灯不能直接使用于iISO热靴接口上。
iISO热靴物理上的一个显著特性在于，使用对应的iISO设备，如闪光灯，插上热靴后会自动锁定。相比ISO-518热靴，通常还需要一个额外的螺旋装置进行手动锁定，可以说是相当方便。ISO-518热靴上也频频出现闪光灯未锁定而在后续使用中出现跌落损害的事故。

## 兼容性
- 传统闪光灯支持

在1988年之前，美能达也如其他厂商一样沿用标准热靴设计，并且在最新推出的α-7000/α-5000/α-9000和同一代的闪光灯1800AF/2800AF/4000AF上保持此设计；自Minolta AF的二代机型“i”系列推出，使得新产品和传统产品不能直接匹配。

为了解决该问题，美能达推出了适配器FS-1100（索尼版本叫做HS1AM），可以从新机型的iISO热靴转接出一个标准热靴；一些第三方厂家也推出了这样的适配器，比如永诺的YN-H3，海鸥的SC-5等。

- 跨系统的互换性

众所周知，一个尼康的闪光灯可以直接插在佳能的机器上，并且完成触发（如果没有匹配过高的同步触发电压使得发生损伤的话）。但由于ISO-518并不规定同步触点以外的其他功能，所以，诸如TTL闪光测光，充电状态，闪光功率，焦距，距离，预闪测光，防红眼，无线控制等功能是由各厂商在标准热靴定义的基础上各自扩展的，并无统一的规定。所以，跨系统的互换性一般也只能完成同步触发的基础功能，反观iISO热靴并不算失去太多功能，使用FS-1100即可使用其他厂牌闪光灯。

## 相关产品
1988年起即开始有配置i-ISO热靴的产品出现，直到2012年MI热靴出现，i-ISO产品仍在继续生产。

### 相机
美能达
- Minolta AF系统
  - 第二代
机型：α-3000i/α-5000i/α-7000i/α-8000i
  - 第三代
机型：α-3xi/α-5xi/α-7xi/α-9xi
  - 第四代
机型：α-303si/α-507si/α-707si/α-800si
  - 第五代
机型：α-4/α-5/α-7/α-9
  - 数码单反：美能达 RD-175
- 美能达 Vectis系统
  - Vectis S-1
  - Vectis S-100
  - DiMAGE RD 3000
- 不可换镜头数码相机
  - DiMAGE 5
  - DiMAGE 7
  - DiMAGE 7i
  - DiMAGE 7Hi
  - DiMAGE A1

柯尼卡美能达
- Minolta AF系统
  - 柯尼卡美能达 Dynax 7D
  - 柯尼卡美能达 Dynax 5D
  - 柯尼卡美能达 α-70
- 不可换镜头数码相机
  - 柯尼卡美能达 DiMAGE A2
  - 柯尼卡美能达 DiMAGE A200
  - 柯尼卡美能达 DiMAGE Z2
  - 柯尼卡美能达 DiMAGE Z3
  - 柯尼卡美能达 DiMAGE Z5
  - 柯尼卡美能达 DiMAGE Z6
  - 柯尼卡美能达 DiMAGE Z10
  - 柯尼卡美能达 DiMAGE Z20

索尼
- 数码单反
- SLT（单电相机）
- 可换镜头无反数码相机
  - 索尼 NEX-7

哈苏
- - 哈苏 Lunar

### 闪光灯

#### 机顶闪光灯
Minolta AF二代闪光灯
- Minolta D-314i
- Minolta D-316i
- Minolta 2000i
- Minolta 3200i
- Minolta 5200i

Minolta AF三代闪光灯
- Minolta 2000xi
- Minolta 3500xi
- Minolta 5400xi

Minolta AF四代闪光灯
- Minolta 5400HS

Minolta AF五代闪光灯
- Minolta 2500(D)
- Minolta 3600HS(D)
- Minolta 5600HS(D)

SONY闪光灯
- Sony HVL-F36AM
- Sony HVL-F56AM

- Sony HVL-F20AM
- Sony HVL-F42AM
- Sony HVL-F43AM
- Sony HVL-F58AM

#### 微距闪光灯
- 美能达 Macro Ring Flash 1200
- 美能达 Macro Twin Flash 2400
- 索尼 Macro Twin Flash Kit HVL-MT24AM

#### 其他
- 美能达 Vectis SF-1

这款闪光灯用于美能达自己的Vectis系统，为使用APS胶片的一个自动对焦系统。
第三方厂家也有许多闪光灯为通用类型，通过转为不同热靴脚座适配i-ISO。

### 转接适配器
使用转接器可以从iISO转出或转入iISO热靴。
- 美能达 FS-1100

适用于i-ISO相机转接出一个ISO-518热靴，同时可以兼容第一代Minolta AF闪光灯的附加功能
- 美能达 FS-1200

适用于第一代Minolta AF机型，可以为该类相机提供i-ISO热靴接口，可以使用i-ISO闪光灯
- 索尼 HS1AM

提供类似FS-1100功能
- 索尼 ADP-MAA

适用于iISO附件与MI热靴新相机适配
- 索尼 ADP-AMA

适用于MI热靴新款附件与iISO相机适配
其他第三方厂家也有提供一些转接器，例如永诺YN-H3和海鸥SC-5，除了转接出ISO-518兼容热靴，还带有PC同步接口，很大程度上方便了棚拍工作进行。